# Desalinizadora de El Prat de Llobregat

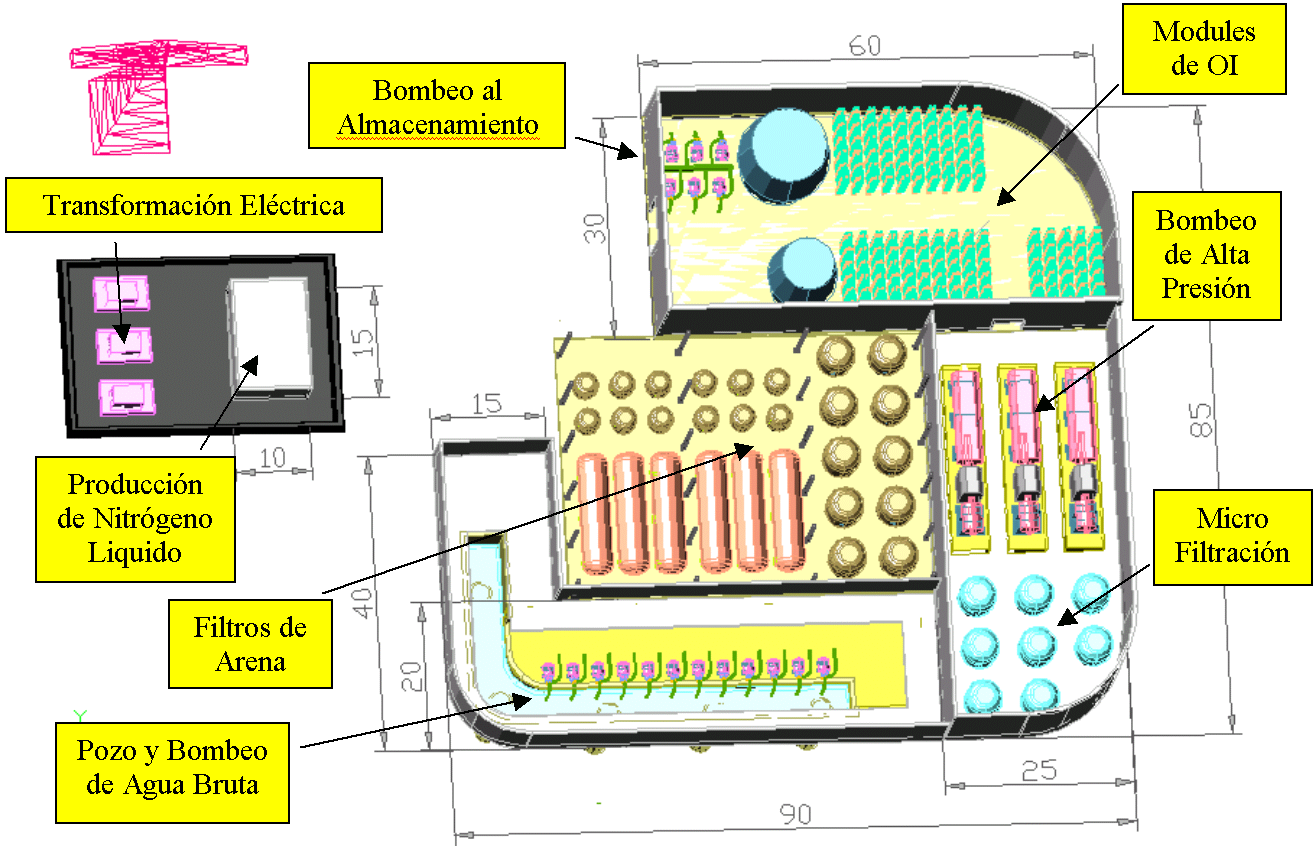
Componentes del diseño de una planta de desalinización por ósmosis inversa.

La desalinizadora de El Prat de Llobregat (ITAM del Llobregat o Desalinizadora de la cuenca del Llobregat) es una instalación de desalinización situada en la desembocadura del río Llobregat, en la provincia española de Barcelona. Fue inaugurada el 20 de julio de 2009 como la instalación más grande de Europa para abastecimiento urbano. Está diseñada para dar servicio al 60 % de la población de Cataluña, buscando además que el sistema Ter-Llobregat no dependa exclusivamente del agua de los embalses. La capacidad de esta desalinizadora es de 200 millones de litros de agua al día o, lo que es lo mismo, 60 hm³ de agua al año. El sistema que se usa es de ósmosis inversa (oi) con inmersores submarinos de 2200 m de longitud. El coste energético en esta planta es bajo, 5 veces inferior al de las plantas de la década de 1980. Su índice de conversión es del 45 %, es decir, de cada 100 litros de agua de mar captada se obtienen 45 litros de agua desalinizada. Puede alcanzar hasta un 24 % del consumo de agua del ámbito metropolitano.

## Descripción
La carencia cíclica de caudales disponibles para garantizar el abastecimiento de más de 4,5 millones de habitantes, así como ciertos problemas de dureza y salinidad, especialmente coincidentes con los episodios de mayor demanda y menor disponibilidad de recursos, llevaron a construir esta planta desalinizadora de agua de mar, como mejor opción para incrementar simultáneamente la cantidad y calidad del agua distribuida, logrando así una mayor garantía de suministro.
La desalinizadora del Llobregat es una instalación para la transformación de agua marina en agua dulce que permite incrementar la garantía y disponibilidad de agua potable de abastecimiento urbano en el área metropolitana de Barcelona y en las comarcas del Panadés, Bajo Llobregat, Noya, Garraf, los dos Vallés y el Maresme. La desalinizadora del Bajo Llobregat entró en servicio el verano de 2009 con una capacidad de producción de agua potable de hasta 60 hectómetros cúbicos al año y un caudal de 200 millones de litros de agua al día, lo que garantiza el consumo de agua potable en períodos de sequía. A la vez, también ha de contribuir a la recuperación y al mantenimiento del caudal ecológico del río Ter.
En cuanto al consumo doméstico, la desalinizadora del Bajo Llobregat, junto con otras mejoras desarrolladas en las plantas potabilizadoras de Abrera y San Juan Despí, permite mejorar la calidad y el gusto del agua suministrada al área metropolitana y generar indirectamente un beneficio económico para los hogares gracias al ahorro en consumo de agua embotellada, reparación de electrodomésticos, cañerías, menos energía para calentar el agua y menor utilización de detergentes y de equipos individuales de ósmosis domésticos, como consecuencia de una rebaja de la dureza y salinidad del agua.
El agua producida en la desalinizadora se impulsa hasta el depósito de Fontsanta, en Sant Joan Despí, mediante una cañería de 1,4 m de diámetro y 12 km de largo, siguiendo un trazado paralelo al río Llobregat en gran parte de su trazado. Desde este depósito el agua se distribuye a la red de abastecimiento para su consumo.

## Funcionamiento
El agua del mar se capta a 2,2 km de la costa y a 30 m de profundidad. Llega a la costa mediante dos cañerías de 1,8 m de diámetro. Desde allá, una estación de bombeo impulsa al agua hasta la desalinizadora, mediante una cañería de 2 m de diámetro y 3 km de longitud, que pasa por debajo del río Llobregat. El pretratamiento continúa con la limpieza de impurezas antes de llegar a la ósmosis inversa. En una primera etapa, se hace una depuración por flotación. En diez tanques se inyecta aire por el fondo y se añaden varios reactivos para coagular la materia en suspensión, hacerla flotar y así poderla retirar. En esta etapa, el agua se desinfecta con dióxido de cloro e hipoclorito sódico. El caudal pasa a continuación la primera filtración. Se trata de un conjunto de 20 filtros de arena abiertos, con dos capas. La segunda filtración se hace mediante 20 filtros de presión, también con dos capas de arena. La tercera filtración se desarrolla mediante filtros de cartucho de 5 micras.

### Ósmosis inversa
El paso siguiente es la entrada del agua pretratada y filtrada en el sistema por ósmosis inversa (oi). Con una presión de 70 atmósferas se impulsa hacia las membranas filtrantes, que solo dejarán pasar el agua y no la sal ni el resto de elementos que todavía contenga. Estos filtros tienen una medida de paso de una milésima de micra. La planta tiene 10 bastidores de ósmosis inversa, con una capacidad unitaria de 20 000 m³/día.
El agua que sale de este proceso necesita ser remineralizada para el consumo. Esto se hace con camas de calcita y con hidróxido sódico. También se vuelve a desinfectar con dióxido de cloro.

### Salmueras
El rendimiento del sistema es del 45 %, es decir, de cada 100 litros de agua de mar captada, 45 se convierten en agua potable y 55 se devuelven al mar. El agua destinada al mar se mezcla con las salmueras resultantes del proceso de desalinización. Este efluente sale de la planta a través de un emisario submarino, que lo aboca a 3 km mar adentro, a 60 m de profundidad. En los últimos 600 m del tubo hay, cada 50 m, una boca con cuatro salidas, lo que hace que haya un total de 52 salidas. El regreso de esta agua no genera ningún impacto negativo en el medio marino, porque la salinidad es similar a la del mar.

### Consumo energético
El consumo energético de esta instalación es de 2,9 kWh/m³, bastante bajo gracias a la avanzada tecnología de la desalinizadora y a los recuperadores de energía. La recuperación de energía se hace mediante intercambiadores de presión, un sistema avanzado. Consiste en aprovechar las 70 atmósferas de presión que tiene el 55 % del agua que se hace pasar por las membranas antes de devolverla al mar. Esta presión se aprovecha en un 97 %. Además, la calefacción, la refrigeración y el agua caliente sanitaria que necesita la planta se produce mediante energía solar térmica. Aprovechando las cubiertas de los edificios, se ha instalado un parque fotovoltaico con una producción anual de un millón de kWh. Para comparar su consumo energético, decir que la desalinizadora de Blanes, inaugurada en 2002, consume 3,4 kWh/m³, y las primeras plantas desalinizadoras que se construyeron en las Islas Canarias, concretamente en Lanzarote, consumían entre 30 y 40 kWh/m³.

## Presupuesto
El presupuesto total de las obras, incluida la captación y las conexiones con la red de abastecimiento, ha sido de 230 millones de euros. La instalación ha contado con la financiación de los Fondos de Cohesión de la UE (150 millones de euros) y con aportaciones del Ministerio de Medio Ambiente, Medio Rural y Marino español (13,4 millones).

## Impacto ambiental
Entre los beneficios ambientales de la puesta en marcha de la desalinizadora está la recuperación del litoral de El Prat de Llobregat y de las playas del sur del municipio de Barcelona, reducción del riesgo de atrofiamiento del río Llobregat y del litoral, reutilización del agua, generación de energía y aplicación agrícola de los barros. La declaración de impacto ambiental, según la Resolución de 6 de junio de 2005, de la Secretaría General para la Prevención de la Contaminación y el Cambio Climático del Ministerio de Medio Ambiente, establece una serie de medidas compensatorias asociadas a la construcción de la desalinizadora, que son las siguientes:
- Depósito de retención del agua residual del Canal de la Buñola en episodios de lluvias torrenciales, que permitirá mejorar la calidad de la playa de El Prat de Llobregat.
- Adquisición de terrenos del ámbito de la Zona de especial protección para las aves (ZEPA), con el objeto de recuperar el hábitat natural de la zona. Se trata de terrenos destinados a la protección medioambiental.
- Rehabilitación de las instalaciones del antiguo Cuartel de Carabineros y del Edificio del Semáforo para usos educativos en relación con el Medio Ambiente. Se contempla la creación de un centro de divulgación medioambiental de la zona, especialmente para la difusión de la ZEPA.

## Historia
Fue inaugurada el 20 de julio de 2009 y ha estado en funcionamiento desde entonces con varios altibajos en cuanto a rendimiento, sobre todo debido a la falta de necesidad real cuando se cuenta con niveles altos de reserva de los embalses de los ríos de la cuenca, haciendo poco viable la puesta en marcha de las instalaciones desalinizadoras, además, que por dificultades técnicas no es posible parar en cero debido al desgaste por la sal de los circuitos. Posteriormente, se encontraron otros problemas técnicos que harían rebajar su rendimiento total hasta el 70 %, debido a deficiencias en válvulas y depósitos.
En marzo de 2018, la desalinizadora hubo de parar unas semanas por la fuerza del oleaje debido al temporal, cuando se hallaba operando a un 85 % de su capacidad.